# Lalitpur (distrito do Nepal)
Lalitpur é um distrito da zona de Bagmati, no Nepal.